# Patrick O’Brian

Der Autor vor dem Hintergrund der HMS Surprise aus dem Film Master and Commander

Patrick O’Brian (* 12. Dezember 1914 in Chalfont St Peter, Buckinghamshire; † 2. Januar 2000 in Dublin; eigentlich Richard Patrick Russ) war ein für seine marinehistorischen Romane bekannter britischer Autor.

## Sein Leben
Patrick O’Brian war das jüngste von neun Kindern und verbrachte eine schwere, von Krankheit gezeichnete Kindheit. Nachdem er im Zweiten Weltkrieg vergeblich versucht hatte, in die Royal Air Force einzutreten, arbeitete er als britischer Geheimagent. Während des Krieges lernte er seine zweite Frau kennen, die Mutter von Nikolai Tolstoy, mit der er in den Nachkriegsjahren zunächst nach Wales zog, bevor sie sich in Collioure, Südfrankreich niederließen. Hier schrieb er bis zu seinem Tod an seiner berühmten Romanreihe, die er 1969 begann.
Patrick O’Brian starb am 2. Januar 2000, drei Wochen nach seinem 85. Geburtstag, in einem Dubliner Hotel.

## Sein Schaffen
O’Brian schrieb seine ersten Erzählungen und Kurzgeschichten bereits als Jugendlicher. Es folgten einige wenig erfolgreiche Romane und Erzählungen, bevor er mit der 20-bändigen, marinehistorischen Aubrey-Maturin-Serie weltweit erfolgreich wurde. Neben seinen Romanen schrieb O’Brian unter anderem Biographien von Pablo Picasso und dem englischen Naturforscher Sir Joseph Banks und konnte sich auch als Übersetzer einen Namen machen.
2018 wurden mehr als 100 zuvor unbekannte Gedichte von O’Brian aus dem Zeitraum von den frühen 1940er bis zu den späten 1970er Jahren entdeckt, die im März 2019 unter dem Titel The Uncertain Land and Other Poems veröffentlicht wurden.

## Aubrey-Maturin-Serie
Die Geschichten um den britischen Marineoffizier Jack Aubrey und den irisch-katalanischen Schiffsarzt Stephen Maturin handeln zur Zeit der Napoleonischen Kriege. Ein zentraler Punkt dieser Reihe ist die Freundschaft zwischen diesen beiden unterschiedlichen Figuren. Einerseits Aubrey, der leidenschaftliche, von Traditionen bestimmte konservative Offizier der Royal Navy und andererseits der introvertierte, vom Geiste der Aufklärung beeinflusste Arzt und Naturwissenschaftler Maturin.
Diese Reihe umfasst 20 Bände mit O’Brian als Verfasser und auf der Basis von O’Brian's Notizen und Vorarbeiten konnte der Verlag posthum 2004 einen abschließenden 21. Band veröffentlichen, der die ersten drei Kapitel und das geplante Ende enthält.
Nachdem die ersten Bücher zunächst kaum beachtet worden waren, stieg die Anzahl der Leser stetig. Inzwischen wurden die Bücher millionenfach verlegt und im Jahr 2003 mit Russell Crowe verfilmt (Master & Commander – Bis ans Ende der Welt). Obwohl der Film kommerziell nicht besonders erfolgreich war, wird seit 2009 gelegentlich über Vorbereitungen für eine Fortsetzung berichtet, die auf Band 11 (The Reverse of the Medal / Hafen des Unglücks) basieren soll.

### Erzählstil
Vor dem Hintergrund des Seekrieges gegen Frankreich und seine Verbündeten befassen sich die Romane auch mit philosophischen Fragen, der Naturwissenschaft und Medizin, vor allem aber mit der vorviktorianischen Gesellschaft. Besonders hervorzuheben ist hier O’Brians kenntnisreiche und authentische Darstellung dieser Zeit. So lässt er nicht nur seine Akteure in der Sprache und im Jargon ihrer Zeit sprechen, sondern bedient sich dieser auch in seiner Erzählung, ein relativ ungewöhnlicher Stil für moderne historische Romane. Dies brachte ihm einige Vergleiche mit Jane Austen ein. Die deutschen Übersetzungen werden diesem Sprachstil aber nicht gerecht.
Vor allem sind die Bücher aber marinehistorische Romane. Die Handlung spielt zu einem Großteil auf See. Auch hier zeigt O’Brian eine präzise Darstellung des Lebens auf den Kriegsschiffen. Dabei verwendet er durchgängig seemännische Fachausdrücke, ohne diese zu erläutern. Für mit der Materie wenig vertraute Leser kann dies abschreckend wirken. Viele Leser nehmen diesen Umstand aber auch einfach hin, fühlen sie sich doch dann wie die Figur des Maturin, der als „running-gag“ selbst ständig mit seemännischem Unverstand auftritt. Des Weiteren bindet O’Brian seine Geschichten oft sehr nahe in den historischen Kontext ein oder bedient sich sogar einiger Ereignisse ganz und lässt diese durch seine Figuren erleben. Zudem gibt es bei Aubrey viele Parallelen zu Thomas Cochrane, 10. Earl of Dundonald, einem bekannten britischen Seeoffizier dieser Zeit.
Ein weiteres Stilmittel O’Brians ist der abrupte Schluss in den meisten Bänden, nicht selten mit nur einem Satz. Die vom Leser erwartete Fortsetzung der Handlung findet sich dann im nächsten Band, der meist nahtlos an den vorherigen anknüpft. Dadurch wirkt die Romanreihe wie ein einzelnes Gesamtwerk (der „Aubrey-Maturin-Kanon“), was durch übergelagerte Handlungsstränge, wie etwa die Geheimdiensttätigkeit Maturins, vor allem aber das nicht selten problematische Privat- und Familienleben der Akteure noch verstärkt wird.

### Rezeption
Maximilian Mengeringhaus bemerkt im Deutschlandfunk Büchermarkt am 29. November 2024 anlässlich der Neuauflage von Sturm in der Antarktis über die Romanreihe, dass O’Brians große Kunst darin bestehe, diese vergangene Welt wiederauferstehen zu lassen, ohne sie über Gebühr zu romantisieren. Selbst Nebenfiguren werden ungemein plastisch geschildert. Im Vergleich mit Foresters Hornblower-Reihe, sei O'Brian literarisch überlegen, seine historische Akkuratesse dürfte beispiellos sein und Mengeringhaus lobt seine feinfühlige Figurenpsychologie, die sich vor Proust oder Austen nicht verstecken müsse. Die 21 Bände mit über 12.000 Seiten seien und bleiben herausragende, packende Literatur.
Das größte Manko sieht er in den „klischeetriefenden Titeln“ der deutschen Übersetzungen, die ansonsten guten Gewissens erneut gedruckt werden können.
Thomas Wörtche bezeichnet O’Brians Romane auf culturmag.de als ein Kompendium des Wissens jener Zeit: Biologie, Mathematik, Medizin, Nautik, Astronomie, Musik und Literatur, Politik und Gesellschaft, alles sei bis ins Detail belegbar und dennoch keine Sekunde museal, staubig oder langweilig. Seine Erzählprosa sei so wuchtig, „dass es ihm selbst noch gelingt, den obskursten nautischen Jargon, den er pausenlos auf die Leser niederprasseln lässt, als sinnliche Wortkaskaden mit durchaus wollüstigem Effekt zu inszenieren“.

## Werke (Auswahl)

### Autor
Aubrey-Maturin-Reihe
- Band 1: Master and Commander. 1970.
  - deutsche Übersetzung: Kurs auf Spaniens Küste. Ullstein, Berlin 2008, ISBN 978-3-548-26817-0.
  - deutsches Hörbuch Kurs auf Spaniens Küste. Kübler Hörbuch, Lampertheim 2012, ISBN 978-3-86346-021-1 (13 CDs, gelesen von Johannes Steck).
  - deutsche Übersetzung: Master und Commander. Kampa, Zürich 2023, ISBN 978 3 311 10080 5
- Band 2: Post Captain. Norton, New York 1990, ISBN 0-393-30706-9 (EA London 1972).
  - deutsche Übersetzung: Feindliche Segel. Droemer Knaur, München 1997, ISBN 3-426-60627-5.
  - deutsches Hörbuch: Feindliche Segel. Kübler Hörbuch, Lampertheim 2012, ISBN 978-3-86346-138-6  (16 CDs, gelesen von Johannes Steck).
  - deutsche Übersetzung: Der verliebte Kapitän. Kampa, Zürich 2023, ISBN 978 3 311 10081 2.
- Band 3: H. M. S. Surprise. Norton, New York 1991, ISBN 0-393-30761-1 (EA London 1973).
  - deutsche Übersetzung: Duell vor Sumatra. Knaur, München 1997, ISBN 3-426-60628-3.
  - deutsches Hörbuch: Duell vor Sumatra. Kübler Hörbuch, Lampertheim 2012, ISBN 3-86346-043-X (13 CDs, gelesen von Johannes Steck).
- Band 4: The Mauritius Command. Collins, London 1977, ISBN 0-00-222383-X.
  - deutsche Übersetzung: Geheimauftrag Mauritius. Droemer, München 1998, ISBN 3-426-19391-4.
  - deutsches Hörbuch: Geheimauftrag Mauritius. Kübler Hörbuch, Lampertheim 2012, ISBN 3-86346-024-3 (11 CDs, gelesen von Johannes Steck).
- Band 5: Desolation Island. Stein & Day, New York 1979, ISBN 0-8128-2590-X.
  - deutsche Übersetzung: Sturm in der Antarktis. Ullstein, München 2006, ISBN 3-548-25208-7.
- Band 6: The Fortune of War. Norton, New York 1991, ISBN 0-393-30813-8 (EA London 1979).
  - deutsche Übersetzung: Kanonen auf hoher See. Droemer, München 1999, ISBN 3-426-19422-8.
- Band 7: The Surgeon's Mate. Collins, London 1980, ISBN 0-00-222406-2.
  - deutsche Übersetzung: Verfolgung im Nebel. Ullstein, Berlin 2007, ISBN 978-3-548-25320-6.
- Band 8: The Ionian Mission. Norton, New York 1992, ISBN 0-393-30821-9 (EA London 1981).
  - englisches Hörbuch: The Ionian Mission. Soundings Press, Whitley Bay 2002, ISBN 1-84283-266-2 (13 CDs, gelesen von Stephen Thorne).
  - deutsche Übersetzung: Die Inseln der Paschas. Ullstein, München 2004, ISBN 3-548-25329-6.
- Band 9: Treason's Harbour. HarperCollins, London 2003, ISBN 0-00-649923-6 (EA London 1983).
  - deutsche Übersetzung: Gefahr im Roten Meer. Ullstein, Berlin 2009, ISBN 3-548-25435-7.
- Band 10: The Far Side of the World. HarperCollins, London 1997, ISBN 0-00-649925-2 (EA London 1984).
  - englisches Hörbuch: The far side of the sea. HarperCollins, London 2003, ISBN 0-00-716147-6 (5 CDs, gelesen von Robert Hardy).
  - deutsche Übersetzung: Manöver um Feuerland. Ullstein, München 2002, ISBN 3-548-25443-8.
- Band 11: The Reverse of the Medal. Collins, London 1986, ISBN 0-00-222733-9.
  - deutsche Übersetzung: Hafen des Unglücks. Ullstein, München 2002, ISBN 3-548-25642-2.
- Band 12: The Letter of Marque. Norton, New York 1990, ISBN 0-393-02874-7 (EA London 1988).
  - englisches Hörbuch: The letter of Marque. Blackstone Audiobooks, Ashland, Or. 2006, ISBN 0-7861-7184-7 (8 CDs, gelesen von Simon Vance).
  - deutsche Übersetzung: Sieg der Freibeuter. Ullstein, München 2003, ISBN 3-548-25643-0.
- Band 13: The Thirteen-Gun Salute.  HarperCollins, London 1998, ISBN 0-00-223460-2 (EA London 1989).
  - englisches Hörbuch: The thirteen-gun salute. AudioGO, Bath 2013, ISBN 978-1-4458-0948-9 (10 CDs, gelesen von Ric Jerrom).
  - deutsche Übersetzung: Tödliches Riff. Ullstein, München 2003, ISBN 3-548-25721-6.
- Band 14: The Nutmeg of Consolation. HarperCollins, London 1997, ISBN 0-00-649929-5 (EA London 1991).
  - englisches Hörbuch: The nutmeg of consolidation. AudioGO, Bath 2013, ISBN 978-1-4458-0949-6 (12 CDs, gelesen von Ric Jerrom).
  - deutsche Übersetzung: Anker vor Australien. Ullstein, Berlin 2009, ISBN 978-3-548-28003-5.
- Band 15: Clarissa Oakes. HarperCollins, London 1993, ISBN 0-00-223825-X.
  - englisches Hörbuch: The Truelove. Blackstone Audiobooks, Ashland, OR. 2006, ISBN 0-7861-6345-3 (8 CDs, gelesen von Simon Vance).
  - deutsche Übersetzung: Inseln der Vulkane. Ullstein, München 2001, ISBN 3-550-08350-5.
- Band 16: The Wine-Dark Sea. HarperCollins, London 1993, ISBN 0-00-223826-8.
  - deutsche Übersetzung: Gefährliche See vor Kap Hoorn. Ullstein, Berlin 2002, ISBN 3-550-08370-X.
- Band 17: The Commodore. HarperCollins, London 2013, ISBN 0-00-649932-5 (EA London 1995).
  - englisches Hörbuch: The Commodore. Chivers Audio, Bath 2013, ISBN 978-1-4458-0951-9 (10 CDs, gelesen von Ric Jerrom).
  - deutsche Übersetzung: Der Triumph des Kommodore. Ullstein, Berlin 2008, ISBN 978-3-548-26898-9.
- Band 18: The Yellow Admiral. HarperCollins, London 1996, ISBN 0-00-225561-8.
  - deutsche Übersetzung: Der gelbe Admiral. Ullstein, Berlin 2004, ISBN 3-548-25903-0.
- Band 19: The Hundred Days. HarperCollins, London 1998, ISBN 0-00-225789-0.
  - deutsche Übersetzung: Mission im Mittelmeer. Ullstein, Berlin 2008, ISBN 3-548-26125-6.
- Band 20: Blue at the Mizzen. HarperCollins, London 1999, ISBN 0-00-225959-1.
  - deutsche Übersetzung: Der Lohn der Navy. Ullstein, Berlin 2005, ISBN 3-548-26131-0.
- Band 21: The Final Unfinished Voyage of Jack Aubrey. HarperCollins, London 2004, ISBN 0-00-719470-6.
  - englisches Hörbuch: 21. The final unfinished voyage of Jack Aubrey. Blackstone Audio, Ashland, OR. 2008. (1 CD, gelesen von Simon Vance)
  - deutsche Übersetzung: Der unvollendete Band 21. Kübler Verlag, Lampertheim 2012, ISBN 978-3-942270-30-4.

- The complete Aubrey/Maturin Novels Norton, New York 2004, ISBN 0-393-06011-X (5 Bde.)

1. Master and Commander – Post Captain – HMS Surprise –  The Mauritius Command.
2. Desolation Island – The fortune of war – The surgeon's mate – The Ionian Mission.
3. Treason's Harbour – The far side of the world – The reverse of the medal – The letter of Marque.
4. The thirteen-gun salute – The nutmeg of consolidation – The truelove – The wine-dark sea.
5. The Commodore – The yellow admiral – The hundres days – Blue at the mizzen – 21.

Lyrik
- The Uncertain Land and Other Poems, HarperCollins 2019, ISBN 978-0-00-826134-4

Biographien
- Pablo Ruiz Picasso. A biography. Norton, New York 1994, ISBN 0-393-31107-4 (EA London 1976)
  - deutsche Übersetzung: Pablo Picasso. Eine Biographie. Ullstein, Frankfurt/M. 1982, ISBN 3-548-27511-7 (EA Hamburg 1979)
- Joseph Banks. A life. Collins Harvill, London 1987, ISBN 0-00-217350-6.

Erzählungen
- Collected short stories. HarperCollins, London 1994, ISBN 0-00-224206-0.

Kinder- und Jugendbücher
- The road to Samarcand. Hart-Davis, London 1954.
  - deutsche Übersetzung: Die Strasse nach Samarkand. Ehrenwirth Verlag, München 1954.
- The golden ocean. Penguin, Harmondsworth 1972, ISBN 0-14-047073-5.
- Caesar. The life story of a panda leopard. HarperCollins, London 2000, ISBN 0-00-225954-0.

### Herausgeber
- A book of voyages. Norton, New York 2013, ISBN 978-0-393-08958-5.
- The Catalans. HarperCollins, London 2006, ISBN 978-0-00-722566-8 (EA New York 1953).

### Übersetzungen
- Lucien Bodard: The quicksand war. Prelude to Vietnam, Little Brown, Boston, Mass. 1967.
- Henri Charrière: Papillon. Panther Books, Frogmore 1975, ISBN 0-586-03486-2.
- Miroslav Ivanov: The assassination of Heydrich, 27. May 1942. Hart-Davis, London 1973.
- Joseph Kessel: The horsmen. PUF, Paris 1967.
- Jacques Soustelle: The daily life of the aztecs on the eve of the Spanish Conquest. Penguin Books, Harmondsworth 1964.